# Amici di Maria De Filippi (quarta edizione, fase iniziale)
La quarta edizione del talent show musicale Amici di Maria De Filippi è andata in onda nella sua fase iniziale dall'11 settembre 2004 al 29 gennaio 2005 su Canale 5 nella fascia pomeridiana dal lunedì al venerdì e il sabato pomeriggio con la puntata speciale in onda dalle 14:10 alle 16:00 con la conduzione di Maria De Filippi. Da giovedì 3 febbraio con la prima puntata in prima serata è iniziata la fase serale di questa edizione.

## Commissione
Canto 
- Fabrizio Palma, insegnante di canto
- Luca Pitteri, insegnante di canto
- Giuseppe Vessicchio, insegnante di musica
- Grazia Di Michele, insegnante di canto

 Recitazione 
- Rino Cassano, insegnante di recitazione
- Fioretta Mari, insegnante di dizione e recitazione
- Patrick Rossi Gastaldi, insegnante di recitazione

 Danza 
- Alessandra Celentano, insegnante di danza classica
- Garrison Rochelle, insegnante di danza moderna
- Maura Paparo, insegnante di danza hip-hop
- Steve La Chance, insegnante di danza jazz

Altri
- Riccardo "Chicco" Sfondrini, autore e responsabile della produzione

## Concorrenti
Danza 
- Simona Annese (Taranto, 2 settembre 1986)
- Mariangela Cafagna (Milano, 27 dicembre 1984)
- Valentina Campani (Figline Valdarno, 4 maggio 1985)
- Romina Carancini (Roma, 1º dicembre 1984)
- Marta Di Giulio (Roma, 30 settembre 1984)
- Francesco De Simone (Corigliano Calabro, 2 aprile 1985)
- Claudia Dongu (Ozieri, 27 giugno 1983)
- Antonio Fiore (Pagani, 10 luglio 1984)
- Roberta Fiorini (Genova, 29 maggio 1984)
- Alberto Galetti (Sesto San Giovanni, 8 luglio 1986)
- Tiljaus "Tili" Lukaj (Tirana, 16 luglio 1983)
- Michele Manfredini (Napoli, 3 gennaio 1985)
- Massimiliano Pironti (Colleferro, 22 dicembre 1981)
- Alessandro Rende (Cosenza, 11 settembre 1979)
- Klajdi Selimi (Tirana, 1º giugno 1983)

 Cantanti 
- Immacolata "Imma" Allozzi (Napoli, 10 novembre 1984)
- Valeria Belleudi (Anzio, 10 gennaio 1985)
- Antonio "Antonello" Carozza (Campobasso, 5 luglio 1985)
- Rosanna Cestra (Terracina, 13 aprile 1985)
- Alexandra Fiaschini (Palermo, 1º ottobre 1984)
- Thomas Grazioso (Valmontone, 6 settembre 1984)
- Veronica Montali (Borghetto Santo Spirito, 9 febbraio 1984)
- Pietro Napolano (Mugnano di Napoli, 19 maggio 1984)
- Antonio "Toni" Propato (Bitonto, 4 maggio 1984)
- Piero Romitelli (Civitanova Marche, 30 giugno 1986)
- Maddalena Sorrentino (Torre del Greco, 1º aprile 1983)
- Antonino (Antonio Spadaccino) (Foggia, 9 marzo 1983)
- Antonio "Tony" Tagnani (Roma, 30 dicembre 1983)
- Maria Grazia Testaferrata (Torino, 11 ottobre 1985)
- Salvatore Valerio (Guayaquil, 24 luglio 1984)
- Marika Vezzola (Desenzano, 8 marzo 1986)

 Attori 
- Marco Gandolfi Vannini (Firenze, 7 giugno 1981)
- Claudia "Cla" Gusmano (Marsala, 20 agosto 1985)
- Alessia Ramazzotti (Genzano di Roma, 31 maggio 1982)
- Debora Terenzi (Atri, 24 dicembre 1984)

I ragazzi ammessi al serale sono 20. Cinque di essi verranno eliminati nella prima puntata, eliminati dal semaforo rosso.
| Canto | Canto |            | Ballo | Ballo |            | Recitazione                                                                                                 | Recitazione                                                                                                 |            |            |            |
| Professori                                                                                                 | Professori                                                                                                 | Professori | Professori | Professori | Professori | Professori                                                                                                  | Professori                                                                                                  | Professori | Professori | Professori |
| --- | --- | ---------- | --- | --- | ---------- | --- | --- | ---------- | ---------- | ---------- |
| - Fabrizio Palma (canto) - Luca Pitteri (canto) - Giuseppe Vessicchio (musica) - Grazia Di Michele (canto) | - Fabrizio Palma (canto) - Luca Pitteri (canto) - Giuseppe Vessicchio (musica) - Grazia Di Michele (canto) |            | - Alessandra Celentano (danza classica) - Garrison (danza moderna) - Maura Paparo (danza hip-hop) - Steve La Chance (danza jazz) | - Alessandra Celentano (danza classica) - Garrison (danza moderna) - Maura Paparo (danza hip-hop) - Steve La Chance (danza jazz) |            | - Rino Cassano (recitazione) - Fioretta Mari (dizione e recitazione) - Patrick Rossi Gastaldi (recitazione) | - Rino Cassano (recitazione) - Fioretta Mari (dizione e recitazione) - Patrick Rossi Gastaldi (recitazione) |            |            |            |
| Concorrenti                                                                                                | |            | | |            | | |            |            |            |
| Posizione                                                                                                  | Nome |            | Posizione | Nome |            | Posizione                                                                                                   | Nome |            |            |            |
| 1 | Antonino (Antonino Spadaccino)                                                                             |            | 2 | Francesco De Simone |            | 5 | Marco Gandolfi Vannini                                                                                      |            |            |            |
| 6 | Maddalena Sorrentino                                                                                       |            | 3 | Klajdi Selimi |            | 7 | Debora Terenzi                                                                                              |            |            |            |
| 10 | Pietro Napolano                                                                                            |            | 4 | Romina Carancini |            | 19 | Alessia Ramazzotti                                                                                          |            |            |            |
| 11 | Piero Romitelli                                                                                            |            | 8 | Marta Di Giulio |            | | |            |            |            |
| 12 | Antonello Carozza                                                                                          |            | 9 | Tili Lukas |            | | |            |            |            |
| 13 | Valeria Belleudi                                                                                           |            | 14 | Antonio Fiore |            | | |            |            |            |
| 17 | Rosanna Cestra                                                                                             |            | 15 | Massimiliano Pironti |            | | |            |            |            |
| 18 | Maria Grazia Testaferrata                                                                                  |            | 16 | Alberto Galetti |            | | |            |            |            |
| | |            | 20 | Simona Annese |            | | |            |            |            |

## La sigla
Per un mese circa, la sigla era quella dell'edizione precedente. Successivamente, è stato usato come sigla il brano Semplicemente di Andrea Bocelli e Maurizio Costanzo.

## Novità
- Nella fase finale, sono state introdotte le sfide a tre, composte da tre alunni e di cui solo uno abbandonava la scuola.
- Nella sfida finale, ossia quella che decretava il vincitore del programma, l'ultimo della classifica di gradimento poteva sfidare chi preferiva. Il vincitore a sua volta sceglieva chi sfidare indipendentemente dall'indice di gradimento e così via fino ad arrivare al vincitore.